# Latino-americanos

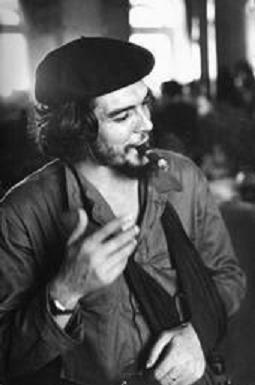
Che Guevara, que após viajar pela América Latina, participou da revolução cubana.

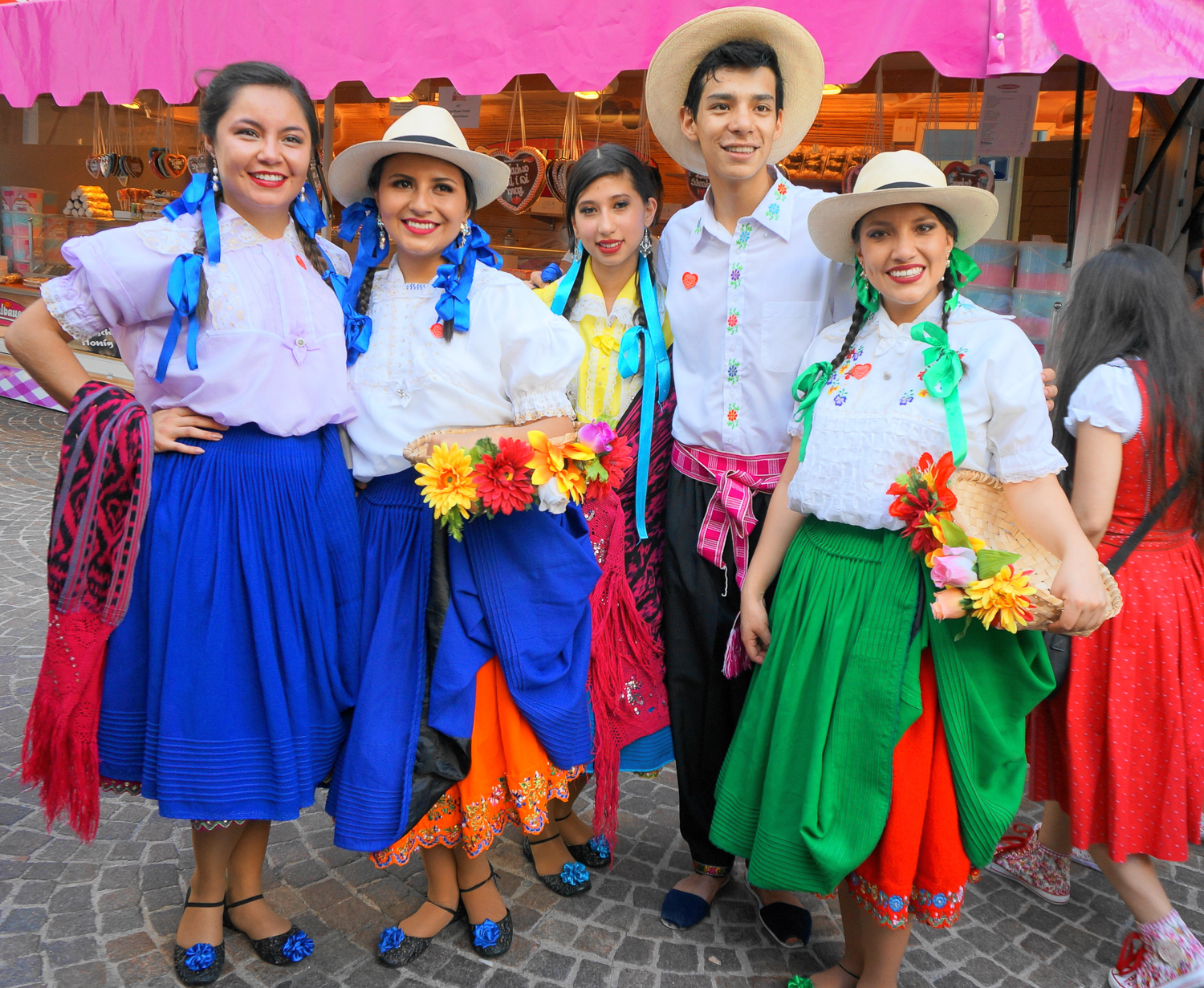
Latino-americanos

Latino-americanos (em castelhano:  latinoamericanos, em francês:  latino-américains) são uma variante do Grupo Linguístico dos Latinos, que refere-se aos descendentes dos povos europeus oriundos dos países da Europa latina e que imigraram para as Américas, além da população indígena das Américas (também conhecida como nativo-americana; vide grupo étnico dos ameríndios e indígenas). Houve uma grande miscigenação dos povos da América latina datada nos últimos cinco séculos, resultado de processos de colonização e ondas migratórias.
A América Latina tem as maiores diásporas de espanhóis, portugueses, africanos, italianos, libaneses, árabes e japoneses do mundo. A região também possui grande população de alemães (a segunda maior depois dos Estados Unidos), franceses, chineses e judeus. Em menor grau, há presença de suíços, suecos, coreanos, indianos, turcos, gregos, palestinos, israelitas, finlandeses e islandeses. Houve boa assimilação destas etnias.
A composição étnica e/ou racial de cada país varia: muitos têm uma predominância de população cafuza; noutros, os ameríndios são maioria; em alguns países há mais pessoas de ascendência europeia e em outros há o predomínio de população Negra. O Brasil é um caso à parte, pois seus habitantes têm um grau de miscigenação de povos indígenas, africanos, europeus e asiáticos, algumas regiões com mais predomínio de certa miscigenação que outras, e algumas com mesmo grau de miscigenação para estes três grupos.

## Nos Estados Unidos
Nos Estados Unidos, Latino é uma das classificações sociorraciais usadas pelo censo, sendo análoga a um grupo racial. Tal decisão foi bastante criticada desde 1994, quatro anos antes de entrar em vigor. Atualmente, os latinos são uma das maiores minorias da população estadunidense, porém há uma certa dificuldade em se classificar alguém como latino-americano, principalmente quando esta pessoa apresenta aparência física diferente do estereótipo padrão, que é o de que os latino-americanos são pessoas miscigenadas, de pele morena, cabelo preto e muitos traços africanos e indígenas, devido ao alto grau de miscigenação ocorrido na América Latina através dos séculos.
Para alguns estadunidenses, no entanto, isso não é muito bem compreendido, uma vez que a sociedade estadunidense historicamente teve índices de miscigenação baixos e uma parte muito pequena dos estadunidenses (não-latino-americanos) atuais descende de ameríndios. Isso é demonstrado no cinema em filmes contemporâneos, tais como The Pest (comédia) e Crash (drama), que chegam a ironizar o fato de que alguns latino-americanos ora são vistos como brancos, ora como negros, e ora como um grupo à parte. Por vezes, os catalães são considerados hispânicos nos Estados Unidos.